# イラン・ポップ

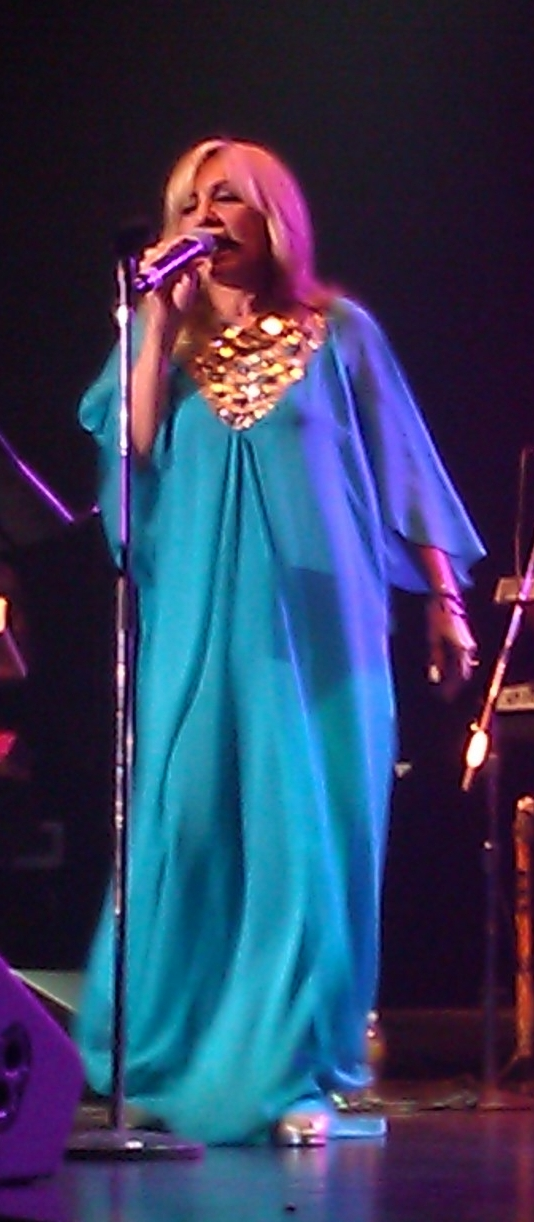
クパチーノで歌うグーグーシュ、2011年。イラン・ポップ黄金世代の有名アーティストの一人。

イラン・ポップ (英語: Iranian pop music, Persian pop music、ペルシア語: موسیقی پاپ ایرانی、別名: ファールシー・ポップ - Farsipop、ペルシアン・ポップ) はイランで製作されているポップ・ミュージックを指す名称である。イラン・ポップはもともとイランで製作されている音楽のみを指す名称であったが、ペルシア語に近い言語を公用語とするアフガニスタンやタジキスタン、パキスタン、さらにはアメリカ合衆国やヨーロッパなどのイラン人コミュニティにおいて、ペルシア語を含む様々な言語を用いて創作されたポップ・ミュージックも広義のイラン・ポップに含まれるようになった。

## イラン・ポップの黄金時代

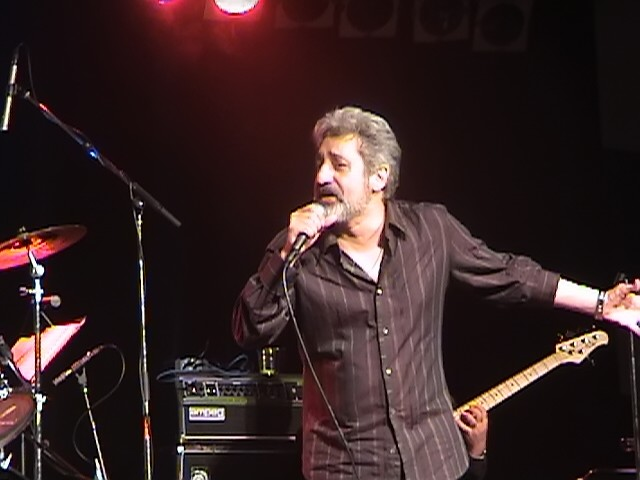
モントリオールでライブを行うエビー

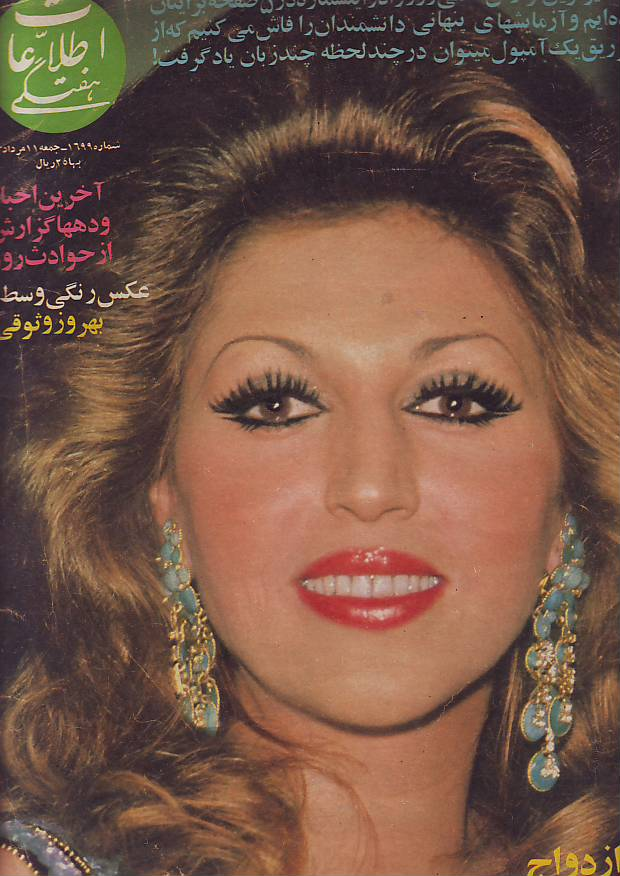
マハスティー

イランにおいては、1950年代初頭にヴィーゲンが登場する以前、音楽産業はイランの伝統音楽のアーティストの独壇場にあった。その後、「ジャズの王様」として知られるヴィーゲンは、西洋に影響を受けて登場した新たな中産階級の出現と合致するように、国内音楽の革命の先駆けとなった。
イランのポップ・ミュージックは1970年代に発展したが、これは民族楽器や民族音楽の形式を用いエレキギターやその他の国外の音楽の特徴を取り入れて融合させたものであった。この時代に最も人気のあったミュージシャンはグーグーシュである。しかし、イラン・ポップの黄金時代は長くは続かず、1979年のイラン革命後はイラン国内でポップ・ミュージックが禁止された。
多くのイラン人が外国、特にアメリカ合衆国のロサンゼルスへと集まり、多くが亡命先で歌を創作し続けた。多くのポップ・ミュージックTV、ラジオ局、ウェブサイトがイラン国外で運営されていた (衛星放送などを通して配信されていた)。これらの放送会社は世界中のイラン人とイランのポップ・ミュージックを結びつける重要な役割を果たした。

### 黄金時代に活躍したイラン・ポップのアーティスト
- グーグーシュ（英語版）
- マハスティー（英語版）
- ハーイェデ（英語版）
- ダーリウーシュ・エグバーリー（英語版）
- エビー（英語版）
- シアヴァシュ・ゴマイシー（英語版）
- アーレフ・アーレフキア（英語版）
- ヴィーゲン
- ギーティー・パーシャーエイ（英語版）
- レイラー・フォルーハル（英語版）
- ショフレ・ソラーティー（英語版）
- ヌーシュ・アファリーン（英語版）
- ホメイラー（英語版）
- ハサン・シャマーイザーデ（英語版）
- シャフラーム・シャブパレ（英語版）
- サタール（英語版）
- ラメシュ

## イランにおける現代のポップ・ミュージック

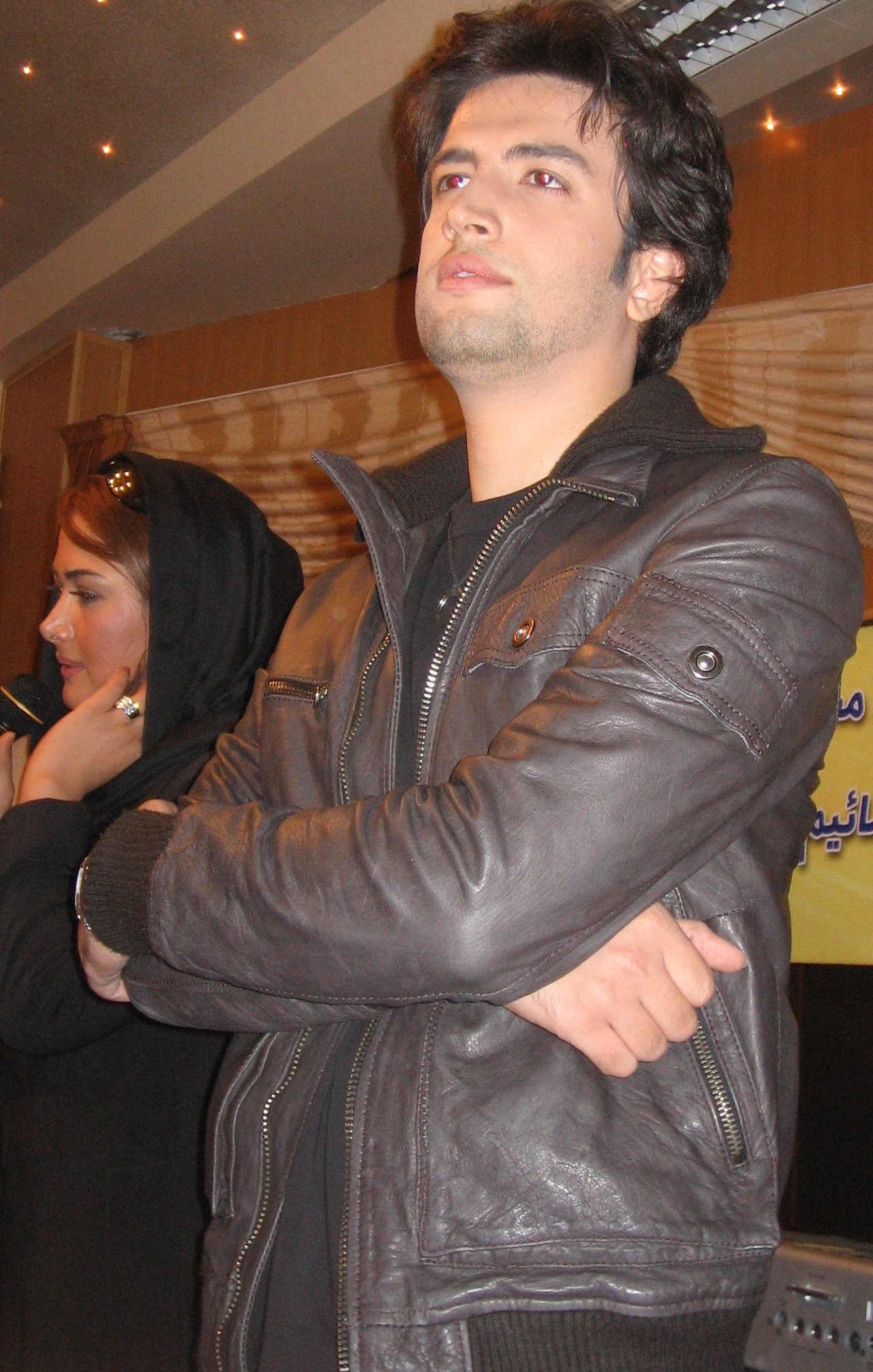
ベンヤーミーン・バハードゥリー

1990年代、イラン公式政府はカリフォルニア州などイラン国外で製作されていた「正式でない」イラン・ポップ (LAタイプと呼ばれていた) に対抗して、「正統な」イランのポップ・ミュージックを生産し販売を促進していくことを決断した。詩人のアリー・モアッレム (Ali Moallem)とミュージシャンのフェリドゥーン・シャフバーズィアーンは国内のポップ・ミュージック復活に向けイラン・イスラム共和国放送 (IRIB) で結成された評議会の代表となった。
シャードメフル・アギーリー (イラン・ポップの王様と呼ばれた)、Khashayar Etemadi、モハンマド・イスファハーニーのような歌手は、国営放送による広報活動を含め新たなポップ・ミュージックを創作していくというこの評議会の目標にすぐに賛意を示した。
国内のポップ・ミュージックは多くの人々に暖かく迎えられた一方で、歌詞、音楽、文化的なインパクトを含め表層的で内容の薄い音楽であるというエリート層による批判もあった。大衆の傾向に不満であったのか、後にフェリードゥーンは評議会脱退を決断し公式にこの音楽を批判する側に回った。
イランのポップ・ミュージックは厳しい規定から成り立っている。公の場で公演を行う、もしくは音楽の販売を行う際には、イランのイラン文化・イスラム指導省 (エルシャードとして知られる) による許可が必要である。また、1つのアルバムを発売した場合、新たなアルバムを発売するまでに3年経過している必要があり、経過していなければ発売許可がおりない。
イランの大統領モハンマド・ハータミーのもとイラン国内の文化制限が緩和された結果として、複数のイラン・ポップ・シンガーが国内から登場するようになった。現政権が政務を取り仕切る様になって以降、イラン文化・イスラム指導省は異なる施策を採用しており、これは主に音楽産業への監視の緩和に結びついた。新政策には少数の歌手に対する制限の緩和と残りのミュージシャンに対する制限強化が含まれていた。
アーティストにとって、アルバム発売許可を得ることはより困難になったものの、国内のアルバムの販売数は増加傾向にある。この理由としては、アーティストがまだ前のアルバム発売に対する許可をもらっていない内に、次のアルバムを制作する許可を求め始めたことが挙げられる。

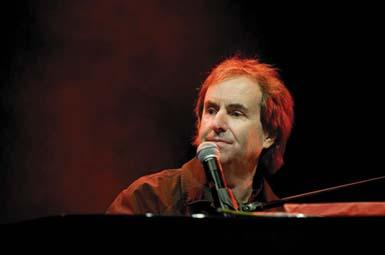
アイルランドのポップ・シンガー、クリス・デ・バーはアーリアンの2007年のアルバムにおいて共同制作を行った。

イラン・ポップ初のバンドであったアーリアンはイラン革命後に結成され、以降大きな成功を収めてきた。アーリアンはイラン・ポップの新たな1ページを切り開いたバンドである。彼らのデビュー・アルバム『ゴレ・アフターブガルドゥーン』 (ヒマワリ、گل آفتابگردون) は2000年にリリースされ、イラン国内で大きな成功を収めた。
イラン・ポップのバンドとして知られる音楽バンドには、他にアリーレザー・エフテハーリーのような形態を取るものがある。エフテハーリーはイラン・ポップの新たなジャンルを切り開く際に大きな影響を与えた。この方法を創始した際の困難の過程について、彼は以下のように述べている。「イランの音楽文化にポップ・ミュージックを組み入れるためには、私自身がスケープゴートとならなければならない。」
2009年末、シールヴァーン・ホスラヴィーはヨーロッパのラジオ局で局が繰り返しオンエアされた初のイラン人アーティストとなった。彼は自身二枚目のアルバムの表題曲「サーテ9」 (Saate 9) でデビューを果たし、イランのオンラインメディアにおいてトップを飾った。
2010年8月末、ファルザード・ファルズィーンは彼の3枚目のアルバム『シャーンス』に収録されている2つ目の楽曲「チーケ・チーケ」 (Chikeh Chikeh、چیکه چیکه) でヨーロッパのミュージック・チャートにデビューを果たした。
2012年、シールヴァーン・ホスラヴィーはFunXラジオ局において、「Na Naro」という楽曲で2回1位を獲得した。

### 現代の主なイラン・ポップのアーティスト
- モフセン・チャーヴォスィー（英語版）[16]
- エフサーン・フワージェ・アミーリー（英語版）
- アリー・ロフラースビー（英語版）
- シールヴァーン・ホスラヴィー（英語版）[17]
- ファルザード・ファルズィーン（英語版）[18]
- バハードル・フワーラズミー（英語版）[19]
- ベンヤーミーン・バハードゥリー（英語版）
- マーサーリー（英語版）
- モハンマド・イスファハーニー（英語版）
- アリーレザー・エフテハーリー（英語版）[20]
- アリーレザー・アサール（英語版）
- レザー・サーデギー（英語版）
- シャードメフル・アギーリー (現在はイランを離れカナダに拠点をおいている)
- モフセン・イェガーネ（英語版）

## アメリカ合衆国における現代のイラン・ポップ
1980～1990年代、イラン人のポップ・スターは主にロサンゼルスにその拠点をおいており、彼らの多くがイラン国外で生まれた、もしくは有名になるまでのイラン国外の生活が長いミュージシャンで構成されていた。この新たなイランのポップ・ミュージックの流れはしばしばアメリカ合衆国の音楽や文化、ラテンアメリカの文化などと融合を見せ、初期の時代のイラン・ポップとは全く異なる新しい音楽が生み出された。特にテクノ・ミュージックの影響が強かった。

### アメリカで活動する現代のイラン・ポップのアーティスト

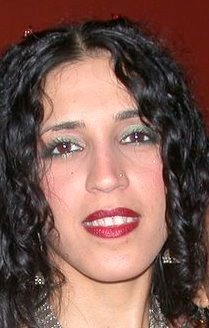
アーザム・アリー。現在はアメリカ合衆国を拠点としている。

- アーザム・アリー
- ホメイラー（英語版）
- モエイーン（英語版）
- シアーヴァシュ・シャムス（英語版）
- シャハーブ・ティアーム（英語版）
- マンスール（英語版）
- スーザン・ロシャン（英語版）
- シャフラーム・カシャーニー（英語版）
- ピルーズ（英語版）
- ショフレ・ソラーティー（英語版）
- シャフルザード・セパーンルー（英語版）
- エビー（英語版）
- アフスィーン（英語版）
- フェリドゥーン・ファロフザード（英語版）
- シャフルヤール（英語版）
- セピーデ・ライッサダート（英語版）
- シャフラーム・シャブパレ（英語版）
- ブラックキャッツ（英語版）
- カムラン・デラーン
- ヘンガーメ
- ジャムシード
- イスハーン
- カムラン&フーマーン
- ハイ・ファイブ
- シャガーイェグ
- ファルシード・アミーン

## その他のイラン・ポップ

### スウェーデンで活動する現代のイラン・ポップのアーティスト
- アーラシュ
- キャメロン・カルティオ（英語版）
- ラレー

## 受賞
- Ali ShiraziniaとShahram Tayyebiによるバンド、ディープ・フィッシュ（英語版）: グラミー賞 (ベスト・リミックス・レコーディング賞) 受賞
- 最優秀中東音楽賞、最優秀中東アルバム賞、2006年度JPF賞: アンドラニーク・マダディアン（英語版） (アンディー・マダディアン)